# Clytocerus huminensis
Clytocerus huminensis är en tvåvingeart som beskrevs av Krek 1987. Clytocerus huminensis ingår i släktet Clytocerus och familjen fjärilsmyggor. Inga underarter finns listade i Catalogue of Life.